# Тяжёлая атлетика на летней Спартакиаде народов СССР 1956
Соревнования по тяжёлой атлетике на I летней Спартакиаде народов СССР прошли с 7 по 10 августа 1956 года в Москве. В рамках этого турнира был также проведён 31-й чемпионат СССР. 168 участников из команд союзных республик, Москвы и Ленинграда были разделены на 7 весовых категорий и соревновались в троеборье (жим, рывок и толчок).

## Медалисты
| Категория                  | Золото                                               | Золото                           | Серебро                                                  | Серебро                      | Бронза                                               | Бронза                       |
| До 56 кг (легчайший вес)   | Владимир Стогов Вооружённые Силы Москва              | 325 кг (105 + 100 + 120)         | Владимир Вильховский «Спартак» Москва                    | 315 кг (95 + 97,5 + 122,5)   | Борис Журомский «Локомотив» Ленинград                | 312,5 кг (95 + 95 + 122,5)   |
| До 60 кг (полулёгкий вес)  | Иван Удодов «Динамо» РСФСР (Ростов-на-Дону)          | 340 кг (105 + 105 + 130)         | Юрий Тарелкин «Строитель» РСФСР (Иваново)                | 337,5 кг (107,5 + 100 + 130) | Рафаэль Чимишкян «Динамо» Грузинская ССР (Тбилиси)   | 335 кг (102,5 + 100 + 132,5) |
| До 67,5 кг (лёгкий вес)    | Александр Фаламеев «Авангард» Ленинград              | 375 кг (115 + 110 + 150)         | Игорь Рыбак «Авангард» Украинская ССР (Харьков)          | 375 кг (115 + 110 + 150)     | Равиль Хабутдинов «Крылья Советов» РСФСР (Нальчик)   | 372,5 кг (122,5 + 110 + 140) |
| До 75 кг (полусредний вес) | Фёдор Богдановский Вооружённые Силы Ленинград        | 415 кг (130 + 125 + 160)         | Михаил Равцов Вооружённые Силы Латвийская ССР (Рига)     | 395 кг (122,5 + 125 + 147,5) | Хасан Яглы-Оглы «Локомотив» Украинская ССР (Харьков) | 390 кг (115 + 117,5 + 157,5) |
| До 82,5 кг (средний вес)   | Василий Степанов «Динамо» Латвийская ССР (Рига)      | 427,5 кг (135 + 127,5 + 165)     | Василий Пегов «Крылья Советов» Москва                    | 420 кг (125 + 127,5 + 167,5) | Рудольф Плюкфельдер «Шахтёр» РСФСР (Киселёвск)       | 417,5 кг (130 + 127,5 + 160) |
| До 90 кг (полутяжёлый вес) | Аркадий Воробьёв Вооружённые Силы РСФСР (Свердловск) | 462,5 кг (142,5 + 142,5 + 177,5) | Фёдор Осыпа «Динамо» Украинская ССР (Харьков)            | 425 кг (135 + 130 + 160)     | Святослав Юкаров «Крылья Советов» Москва             | 417,5 кг (132,5 + 125 + 160) |
| Свыше 90 кг (тяжёлый вес)  | Алексей Медведев «Крылья Советов» Москва             | 475 кг (157,5 + 142,5 + 175)     | Евгений Новиков Вооружённые Силы Белорусская ССР (Минск) | 465 кг (160 + 130 + 175)     | Сергей Ромасенко «Крылья Советов» РСФСР (Куйбышев)   | 440 кг (140 + 130 + 170)     |